# Texas Instruments TI-59
- Modèle : TI-59 Texas Instruments
- Année : 1977
- Microprocesseur : Texas TMC 0501 (4 bits)
- RAM : 1 Ko (13 bits) / 6 Ko
- Affichage : diodes rouges 12 chiffres à 7 segments
- Alimentation : batteries rechargeables par adaptateur secteur.

La TI-59 est une calculatrice programmable parmi les plus puissantes jusqu'en 1980 avec une mémoire  de 480 pas de programme et 60 variables numériques (10 registres = 80 pas) ajustable jusqu'à 960 pas de programmes ou 100 variables et 160 pas de programme.
Ses performances et son prix (environ 300 $) la rendent attractive par rapport aux ordinateurs de l'époque (Apple II, TRS-80) beaucoup plus coûteux.

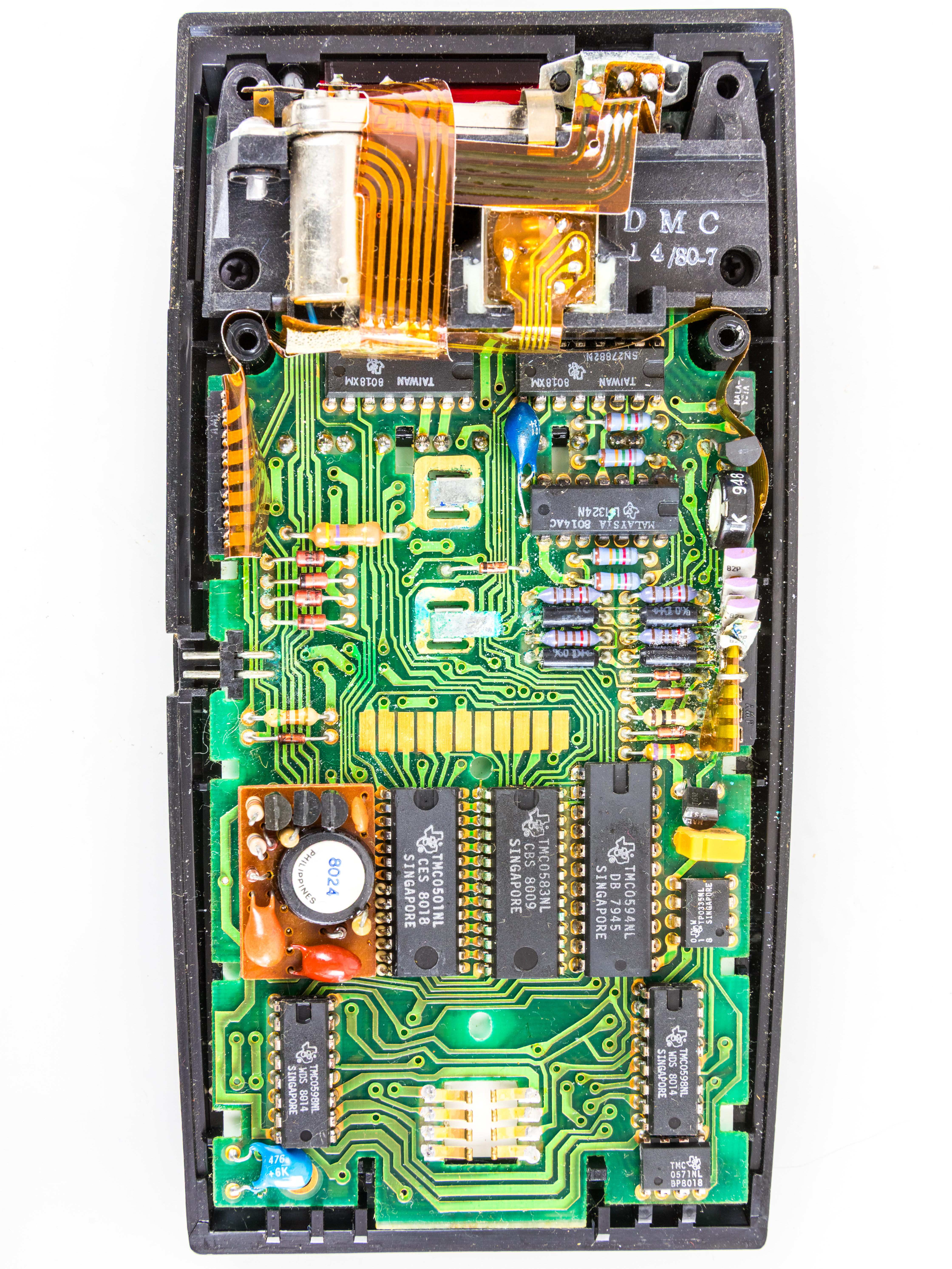
Intérieur de la TI-59

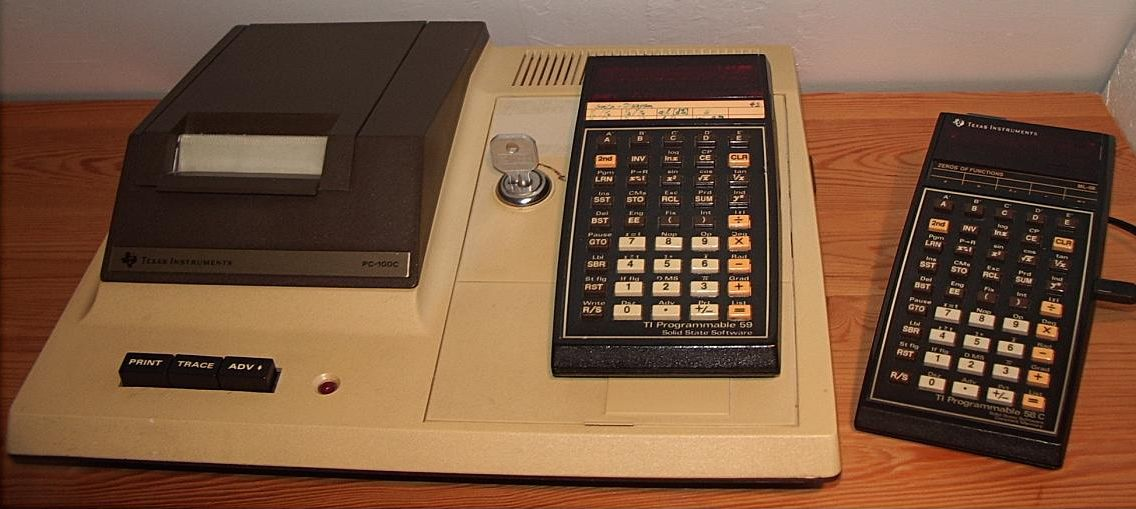
TI-59 sur une imprimante thermique PC-100C

Elle est la première calculatrice à intégrer un emplacement pour ajouter une carte d'extension ROM amovible contenant jusqu'à 5 000 pas par module de bibliothèques de programmes Texas Instruments, d'applications professionnelles dédiées ou de jeux.
Sa mémoire est volatile, c'est-à-dire qu'une fois éteinte, les données et programmes enregistrés sont perdus. En contrepartie, la TI-59 intègre, sous l'afficheur, un petit lecteur/enregistreur de cartes mémoires permettant de sauvegarder les programmes sur de fines cartes magnétiques d'environ 15 × 50 mm (voir : Vidéo : TI-59 lecture de cartes magnétiques). Le moteur d'entraînement de la carte magnétique avait néanmoins tendance à ponctionner la batterie de la TI-59 et le risque était de le voir caler, « faute de jus », en cours d'enregistrement. Laisser la TI-59 branchée à son chargeur était un moyen de prévenir ce genre de désagrément.
Il était possible d'acheter un berceau intégrant une imprimante thermique PC100.
Le langage de programmation, bien que performant et compatible avec les TI-58 et TI-58C, ne donna pas lieu à une longue lignée et seule la TI-66 l'utilisa par la suite.
Ses principales concurrentes étaient les Hewlett Packard HP-41 et HP-67.

## Exemple de programme
Voici un programme calculant la factorielle d'un nombre entier de 2 à 69. Pour 5!, on tapera 5 A et le résultat, 120, s'affiche.
```
Op-code        Commentaire

LBL A          
permet d'appeler le programme avec la touche A

STO 01         
range la valeur n dans la mémoire 1

1              
commence le calcul avec 1

LBL B          
étiquette pour boucler

*              
multiplie

RCL 01         
par n

DSZ 1 B        
décrémente n et retour à B tant que n n'est pas nul

=              
sortie de la boucle, on a calculé 1*n*(n-1)*...2*1, donc n!

INV SBR        
fin de procédure
```

Le même programme écrit pour TI Compiler (voir les liens externes) :
```
#reg  01 compteur
#label A factorielle

LBL factorielle
  STO compteur
  1
  FOR compteur
    * @compteur
  LOOP
  =
RTN

#end
```